# Атанас Димитров (филолог)
Вижте пояснителната страница за други личности с името Атанас Димитров.
Атанас Димитров е български филолог и философ.

## Биография
Атанас Димитров е роден на 18 януари 1874 г. в Градец, Котелско, в семейство на православни цигани. Семейството му живее от поколения в селото, което по това време има предимно българско население, а баща му Димитър Мислягов е подковач.
Първоначално Димитров учи в родното си място, където способностите му правят впечатление на учителя Христо Димитров. Той му отделя специално внимание и го изпраща на свои разноски да учи в Сливенската гимназия, където той също бързо се проявява и получава стипендия, както и помощта на заможния градечанин и местен просветен деец Илия Гудев.
През 1893 година Атанас Димитров завършва гимназията с отличие и по препоръка на учителския съвет в училището Министерството на просвещението му отпуска държавна стипендия, за да учи философия в Йенския университет в Германия, където по това време следват и други българи. Поради липса на средства през следващите пет години той не се връща в България, въпреки няколко семейни нещастия и засегналото Градец земетресение през 1894 година. Той посвещава цялото си време в Йена на обучението си, учи необходимите за следването му латински и гръцки и се заема с превод на немски на романа на Иван Вазов „Под игото“, който завършва през 1896 година. Самият Вазов е информиран за подготвяния превод и дава разрешение за него, но той е публикуван едва през 1918 година, след смъртта на преводача. През 1898 година той успешно защитава с отличие magna cum laude докторска дисертация върху етиката на Йохан Готлиб Фихте, която посвещава на Христо Димитров и Илия Гудев.
След дипломирането си Димитров успява да се върне в България със заети от Илия Гудев пари. Първоначално той отива в София, надявайки се да получи назначение във Висшето училище или на друга държавна длъжност, но това се оказва трудно заради нуждата да положи държавни изпити, липсата на негови публикации в български издания, както и тромавите процедури и политически интриги в администрацията. Той се среща с просветния министър Иван Вазов, който се опитва да му съдейства, но в крайна сметка го съветва първоначално да приеме учителска позиция.
Атанас Димитров започва работа като гимназиален учител по психология, логика и немски език в Русе. По това време военните власти завеждат срещу него наказателно дело за отклоняване от военна служба, но е оправдан, тъй като учителският му пост го освобождава от това задължение. През 1901 година става учител в Априловската гимназия в Габрово. Той се включва в обществения и културен живот на града и изнася публични лекции, една от които е отпечатана в известното софийско списание „Мисъл“. През следващите няколко години той продължава да публикува, главно в списание „Мисъл“, статии на различни теми в областта на психологията и философията. След престоя си в Габрово за кратко е училищен инспектор в Сливен.
След продължителни усилия, Димитров успява да спечели конкурс за длъжността и от 1 февруари 1904 година става редовен лектор по немски език във Висшето училище, преименувано по това време на Софийски университет. Университетската криза довежда до уволнението на всички преподаватели в университета на 4 януари 1907 година и той е без работа до възстановяването на работата на университета на 1 февруари 1908 година. Продължава да преподава немски език в Софийския университет до смъртта си, като публикува и статии, главно на педагогически теми в списание „Училищен преглед“.
Атанас Димитров умира в София от инфаркт на 20 януари 1916 година, когато е на 42 години.